# روزا ماريا بريتون
روزا ماريا بريتون Rosa María Britton (ولدت في يوليو 1936 في مدينة بنما) هي روائية بنمية.
كان والدها كوبيا وأمها بنمية. درست الطب في جامعة مدريد في إسبانيا، وواصلت دراستها في أمراض النساء والأورام في مركز بروكلين الطبي اليهودي في الولايات المتحدة.
استقرت في بنما منذ عام 1973.